# エロー県の郡

3つの小郡

エロー県の郡では、フランスのエロー県にある郡について解説する。

## 郡の一覧
ソンム県には、3つの郡が存在し、3郡の合計で、49の小郡、343のコミューンがある。
- ベジエ郡（郡庁所在地：ベジエ）

19の小郡、152のコミューンがある。郡の人口は、1990年には242,465人、1999年には255,669人で、5.45％増加している。
- ロデーヴ郡（郡庁所在地：ロデーヴ）

5の小郡、72のコミューンがある。郡の人口は、1990年には45,968人、1999年には49,126人で、6.87％増加している。
- モンペリエ郡（県庁所在地：モンペリエ）

25の小郡、119のコミューンがある。郡の人口は、1990年には506,170人、1999年には591,646人で、16.89％増加している。